# Гіперреальність

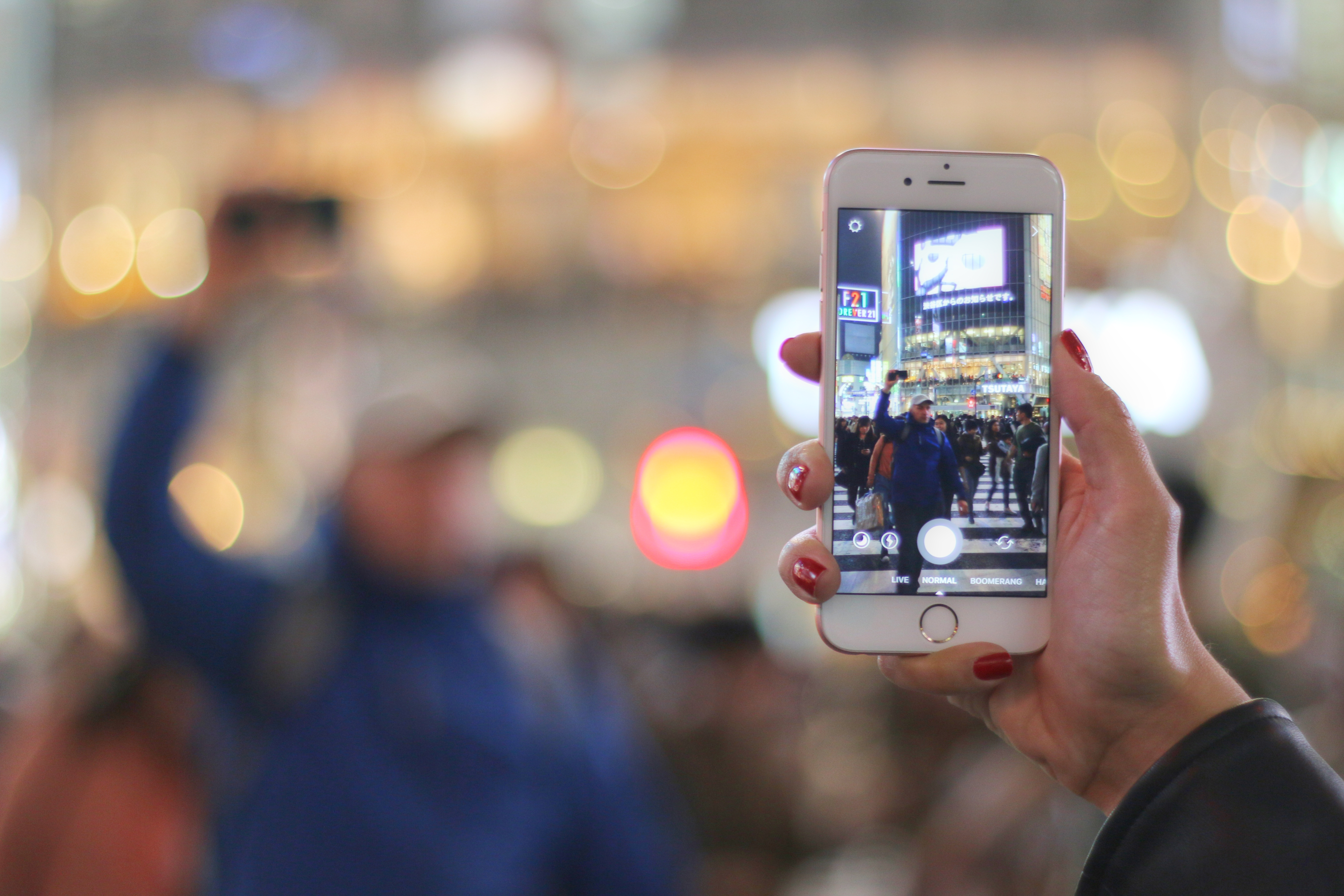
У гіперреальності зображенню надається більша увага, ніж тому, що воно зображає

Гіперреа́льність — поняття семіотики і постмодерністської філософії, симульований світ, який сприймається за реальний і замінює його собою. Серед видатних мислителів, що розвивали ідею гіперреальності — Жан Бодрійяр, Даніель Боорстен, Альберт Борґманн та Умберто Еко.

## Стан гіперреальності
За Бодрійяром у сучасній культурі більшу цінність мають знаки, ніж те, що вони позначають. Якщо до XX століття мала значення споживча вартість товарів і послуг, то в епоху постмодерну вона замінюється символічною вартістю. Отримання товарів і послуг відбувається не через їхню безпосередню користь, а через те, що вони є символами престижу, влади, благополуччя тощо. Преса, кінематограф, телебачення дистанціюють людину від того, що вони зображають. Різниця між знаком і означуваним зникає, а з часом потреба в означуваному взагалі зникає. Культуру наповнюють симулякри — знаки, котрі позначають те, чого не існує поза людською свідомістю. Розрізнення уявного та реального врешті втрачає сенс, оскільки завдяки медіатехнологіям уявне може бути зображене (наприклад, у фільмах), а штучні потреби отримують реальні прояви в обміні знаками. Прикрашені, відірвані від дійсності образи видаються привабливішими за реальність, утворюючи гіперреальність — більш виражену, більш відповідну нормам і цінностям. Навіть такі ключові сфери людського життя як політика, економіка, сексуальність існують тепер у гіперреальності.